# The Sims 4: Roční období
The Sims 4: Roční období (v anglickém originále The Sims 4: Seasons) je pátý datadisk do simulátoru The Sims 4. Byl vydán 22. června 2018. Roční období je jediné rozšíření, které nepřidává žádná sousedství. Balíček využívá prvky z The Sims 2: Roční období a The Sims 3: Roční období.

## Hratelnost

### Roční období a počasí
V tomto datadisku příbývají 4 roční období - jaro, léto, podzim a zima, se kterým přibývá i změna počasí. Počasí jde ale i změnit díky stroji na změnu počasí, ale není vždy jisté, že se změní na zvolené počasí. Potřebou je také obléknout správně podle toho, jaké je roční období a počasí, jinak může simík umřít. Do režimu tvorby simíka přibývá oblečení pro horké a studené počasí.

### Svátky
Součástí rozšíření jsou také svátky. Hráč si svůj vlastní svátek může, pomocí nového kalendáře, vytvořit a nastavit různé možnosti (např. jestli to bude pracovní den a nebo den volna, resp. státní svátek, či aktivity, které musí splnit). Kromě svátků, které si hráč může vytvořit, jsou už čtyři předvytvořené: Den lásky (resp. Valentýn), Oslava sklizně (resp. Den díkůvzdání), Vánoce a Silvestr.

### Aktivity
V tomto rozšíření přibývá mnoho aktivit. V zimě například bruslení, s příchodem sněhu také stavění sněhuláků, či koulování. V létě lze uspořádat vodní bitvu s balonky nebo sešlost u bazénu. V tomto balíčku se výrazně zlepšila dovednost zahradničení a s tím se do hry přidalo mnoho rostlin (např. paprika či hrách) a zcela novou dovedností je aranžování květin.